# Empecamenta umbugwensis
Empecamenta umbugwensis är en skalbaggsart som beskrevs av Moser 1917. Empecamenta umbugwensis ingår i släktet Empecamenta och familjen Melolonthidae. Inga underarter finns listade i Catalogue of Life.